# Karl Gerhardt (Bildhauer)

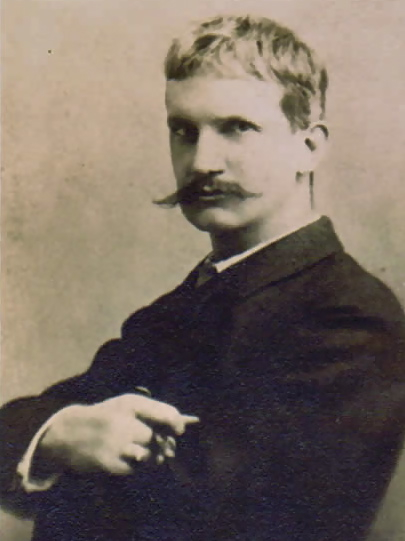
Karl Gerhardt (um 1879)

Karl Gerhardt (* 7. Januar 1853 in Boston, Massachusetts; † 7. Mai 1940 in Shreveport, Louisiana) war ein US-amerikanischer Bildhauer deutscher Abstammung, der vor allem durch seine Büsten von Mark Twain und die Totenmaske von Ulysses S. Grant bekannt wurde.

## Leben
Gerhardt wurde als Kind deutscher Einwanderer in Boston geboren. Über seine Eltern und seine Kindheit ist wenig bekannt. Er arbeitete zunächst als Maschinist bei der Gießerei J.T. Ames in Chicopee. Die Gießerei Ames stellte damals ihre Produktion von Waffen für den amerikanischen Bürgerkrieg auf das Gießen von Bronzeskulpturen um und wurde eine der ersten Kunstgießereien in den USA. Später arbeitete Gerhardt in der Maschinenfabrik Pratt & Whitney in Hartford (Connecticut) und begann, in seiner Freizeit bildhauerisch tätig zu werden.
1880 heiratete er Harriet Josephine Gloyd (1863–1897). Im Februar 1881 suchte seine Frau in Eigeninitiative den in Hartford lebenden und als Philanthropen bekannten Schriftsteller Mark Twain auf und machte ihn auf das Schaffen ihres Mannes aufmerksam. Nach einem Besuch Twains bei den Gerhardts förderte der Autor die Ausbildung des Bildhauers. Er stellte Gerhardt zunächst mit dem bekannten New Yorker Bildhauer Augustus St. Gaudens vor und finanzierte anschließend Gerhardts Studienaufenthalt in Paris ab 1881. Dort besuchte Gerhardt die École des Beaux-Arts. Zu seinen dortigen Lehrern zählten Jouffroy, Falguière und Dubois. Gerhardt konnte in dieser Zeit zwei Werke beim Salon de Paris ausstellen.
Nach der Rückkehr in die Vereinigten Staaten im Jahre 1884 lebte er einige Zeit in Mount Vernon (New York), später jedoch wieder in Hartford. Eine der ersten Arbeiten nach seiner Rückkehr war eine Büste von Mark Twain, die auf dem Frontispiz der Erstausgabe von Twains »Die Abenteuer des Huckleberry Finn« abgebildet wurde.
Die Schaffensperiode von Gerhardt war kurz: sie reichte von den frühen 1880ern bis in die späten 1890er. Nach dem Tode seiner Frau im Jahre 1897 trat Gerhardt kaum mehr öffentlich in Erscheinung und zog bald nach Louisiana um, zunächst nach New Orleans und später nach Blanchard (bei Shreveport). In den Jahren in Louisiana soll Gerhardt als Postbote, Barkeeper, Schneider und Lehrer gearbeitet haben.

## Werke (Auswahl)

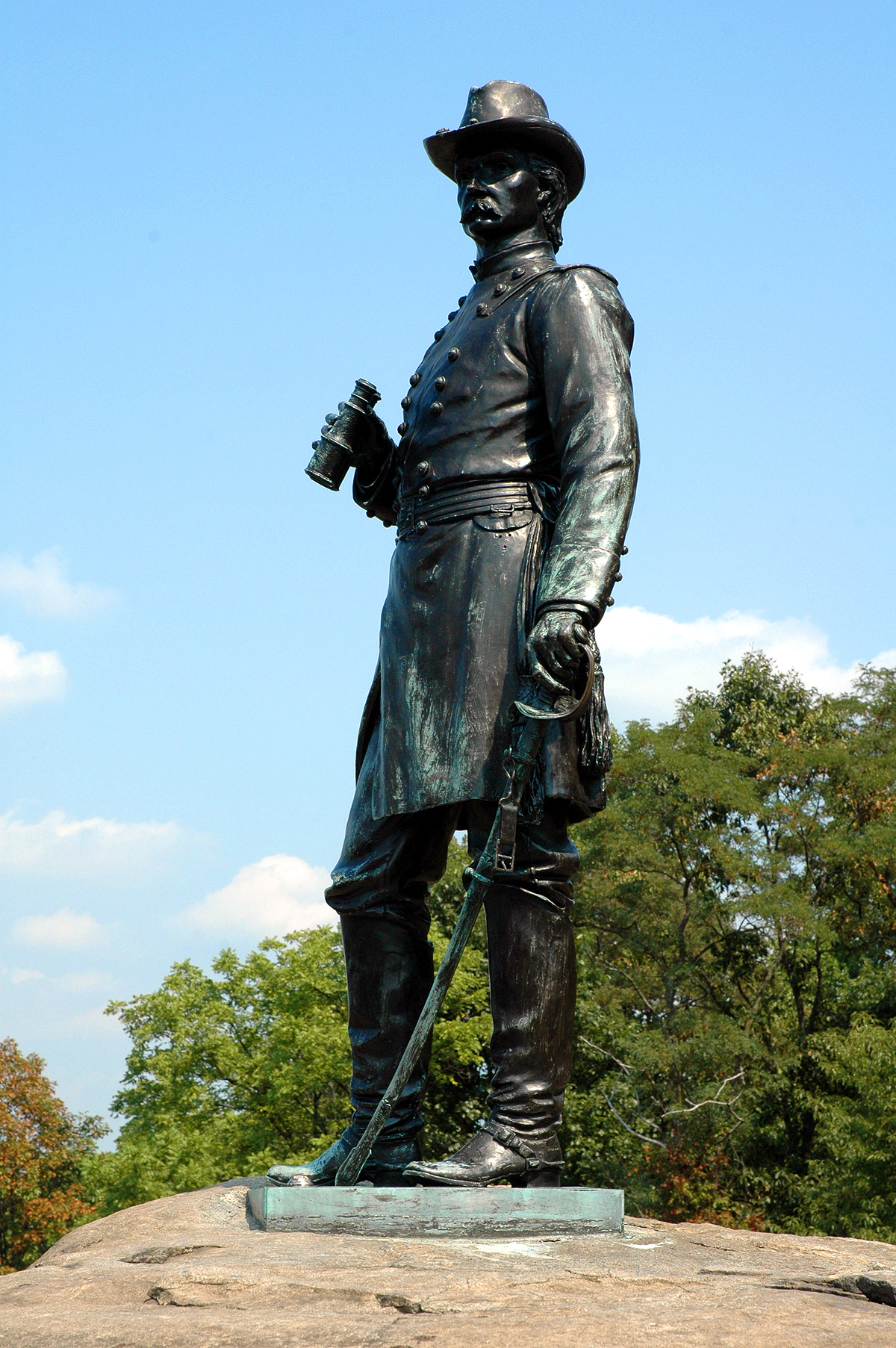
Gerhardts Statue von Gouverneur Kemble Warren in Gettysburg

- Echo, Marmor, Salon de Paris, 1883
- Evas Wiegenlied, Gips, Salon de Paris, 1883
- Statue von Nathan Hale, Bronze, Hartford, 1886
- Büste von Henry Ward Beecher, Marmor, Hartford, Bronze, 1887
- Soldiers Monument, Bronze, Hoboken, 1887
- Denkmal für Israel Putnam, Bronze, Brooklyn, 1887
- Soldiers and Sailors Monument, Bronze, Brooklyn, 1888
- Carrie Welton Fountain, Bronze, Waterbury, 1888
- Stannards Vermont Brigade Monument, Bronze, Gettysburg, 1889
- Statue von Gouverneur Richard D. Hubbard, Bronze, Hartford, Bronze, 1890